# Carpoapseudes serratispinosus
Carpoapseudes serratispinosus är en kräftdjursart som beskrevs av Lang 1968. Carpoapseudes serratispinosus ingår i släktet Carpoapseudes och familjen Apseudidae. Inga underarter finns listade i Catalogue of Life.